# ЕС Хедос (хокейний клуб, Мюнхен)
«ЕС Хедос» (нім. EC Hedos München) — хокейний клуб з міста Мюнхен, Німеччина. Заснований у 1970 році.

## Історія
Після банкрутства ЕХК 70 Мюнхен (у 1982 році), як правонаступник 8 грудня 1982 року був заснований «Ice Club Hedos München». Назва походить від колишнього спонсора, компанії з виробництва одягу «Hedos Roland Holly». Але, в зв'язку з тим що назва компанії в назві клубу не допускається, клуб назвали грецьким словом «Hedos». Раніше ця компанія була також спонсором Мюнхен 1860. 
З сезону 1983/84 розпочали свої виступи Лансдеслізі. За команду виступав відомий гравець Їржі Кохта, який мав досвід виступів в ЕХК 70 Мюнхен. Команда виграла 18 матчів та закинула 266 шайб. 
У сезоні 1984/85, клуб грає в баварський лізі і посідає другу сходинку пропустивши вперед команду з Геретсрід. Крім Їржі Кохти за клуб виступає також канадський легіонер Брайан Ештон. 
У третьому сезоні, клуб грає у Регіональній лізі. Команду посилили такі гравці як Вольфганг Саллер, Роберт Хубер, Богуслав Май та Франц Юттнер з Mannheimer ERC. Південна регіональна ліга домінували в чемпіонаті Регіональної ліги. EHC Ахаус був обіграний мюнхенцями у фіналі. 
Свій четвертий сезон клуб розпочав у Оберлізі. На посаду тренера прийшов 40-річний Денні Лоусон, який був успішним гравцем у 70-х в Національній хокейній лізі і, зокрема у Всесвітній хокейній асоціації. Незважаючи на присутність таких команд як Інґольштадт і ЕХК 80 Нюрнберг, мюнхенці змогли увійти в плей-оф та підвищитися в класі. 
У наступному сезоні клуб грав у 2-й Бундесліги. Склад був значно змінений, новий тренер, Ульф Штернер, запросив гравців  НХЛ, Скотта Маклеода і Дуга Моррісоно, які разом з Георгом Кіслінгером формують трійку нападу. Посилюють команди гравці з Розенгайма, зокрема Майкл Бета і Франц Ксавер Ібелхер. З ЕВ Ландсгут прийшли Петер Вейгль і воротар Руперт Мейстер. Команда виступала на Олімпія-Еспоцентрум. Скотт Маклеод став найкращим бомбардиром у лізі.
Вже в сезоні 1988/89 років мюнхенці здобули право грати в Бундеслізі.
У 1989 році команди підсилили канадці Кен Беррі та Дейл Деркач. 
У 1990 році клуб покинув Франц Юттнер, Дейл Деркач перейшов в Розенгайм. 
У наступних сезонах за команду грали такі гравці як Герд Трунчка, Дітер Геген, Карл Фрізен, Раймонд Хільгер. В сезоні 1992/93 команда зайняла четверте місце. В наступному сезоні в команду повертається Дейл Деркач, а також прийшли  Уоллі Шрайбер, Гордон Шервен і Майк Шмідт. Команда завершила регулярний чемпіонат на другому місці, пропустивши вперед «ДЕГ Метро Старс». В чвертьфіналі в «суху» обігрують «Маннхаймер ЕРК» 4:0 (7:1, 5:1, 8:6, 8:3); в півфіналі «Кельнер ЕК» 3:0 (5:3, 5:4, 4:2) та в фінальній серії переграли «ДЕГ Метро Старс» 3:0 (4:2, 3:2, 4:1) та стали чемпіонами Німеччини.
В сезоні 1994/95 була заснована Німецька хокейна ліга серед її засновників був правонаступник «ЕС Хедос» Маддогс Мюнхен, які 18 грудня 1994 року провели свій останній матч в Німецький хокейній лізі проти Нюрнбергу.

## Досягнення
- Чемпіон Німеччини (1): 1994.

Чемпіони Німеччини
- Воротарі: Петер Занкль, Карл Фрізен
- Захисники: Грегор Мюллер, Майк Шмідт, Зденек Травнічек, Крістіан Лукес, Даніель Кунц, Райнер Лутц, Шенделєв Сергій Вікторович, Клаус Штрупп, Александер Генце
- Нападники: Гордон Шервен, Ентоні Фоґель, Дейл Деркач, Герд Трунчка, Евальд Штайгер, Дідер Геген, Андреас Волленд, Раймонд Хільгер, Георг Франц, Ян Бенда, Воллес Шрайбер, Тобіас Абшрейтер, Ральф Райцінгер, Кріс Штраубе
- Тренер: Харді Нільссон